# مايك بيل (مصارع محترف)
مايك بيل (بالإنجليزية: Mike Bell)‏ هو مصارع محترف أمريكي، ولد في 18 مارس 1971 في بكبسي في الولايات المتحدة، وتوفي في 14 ديسمبر 2008 في كوستا ميسا في الولايات المتحدة.

## وصلات خارجية
- مايك بيل على موقع CageMatch worker (الإنجليزية)

- مايك بيل على موقع IMDb (الإنجليزية)
- مايك بيل على موقع قاعدة بيانات الفيلم (الإنجليزية)